# Стадіон «КС Нецєча»
Стадіон «КС Нецєча» (пол. «Stadion Nieciecza KS») — футбольний стадіон у місті Нецеча, Польща, домашня арена ФК «Термаліка Брук-Бет».
Стадіон побудований та відкритий 2007 року потужністю 2 262 місця, 775 з яких накриті дахом. 2015 році, після того, як «Термаліка Брук-Бет» вийшла до Екстракляси, арену було реконструйовано, в результаті чого приведено до вимог ліги та розширено до 4 666 глядачів, з яких 1 600 накриті дахом.